# Sekartaji
Sekartaji is een bestuurslaag in het regentschap Klungkung van de provincie Bali, Indonesië. Sekartaji telt 1267 inwoners (volkstelling 2010).